# Южнофилипинска плюеща кобра
Южнофилипинската плюеща кобра (Naja samarensis) е вид змия от семейство Аспидови (Elapidae).

## Разпространение
Видът е разпространен във Филипини.